# أوليفيا كوليدغ
أوليفيا كوليدغ (بالإنجليزية: Olivia Coolidge)‏ هي كاتبة للأطفال وكاتِبة أمريكية، ولدت في 16 أكتوبر 1908، وتوفيت في 10 ديسمبر 2006.